# خانه سیاه است
فیلم مستند خانه سیاه‌است به کارگردانی فروغ فرخزاد و تهیه کنندگی ابراهیم گلستان در پاییز ۱۳۴۱ در پی دیدار فروغ فرخزاد از آسایشگاه جذامیان بابا باغی تبریز ساخته شد. این فیلم که به سفارش جمعیت کمک به جذامیان در استودیو فیلم گلستان ساخته شد جایزهٔ بهترین فیلم مستند همان سال را در فستیوال فیلم آلمان غربی از آن خود کرد.
این فیلم برای اولین بار در بهمن ۱۳۴۱ در کانون فیلم ایران با حضور ابراهیم گلستان و فروغ فرخزاد به نمایش درآمد.
نسخه ترمیم شده و باکیفیت این مستند در هفتاد و ششمین دوره جشنواره بین‌المللی فیلم ونیز به نمایش درآمد.
حضور جذامی‌ها در فیلم به عنوان طرد شدگان جامعه، به تصویر کشیدن روزمرگی و انسان گرفتار به‌طور عام از شاخص‌های مهم این فیلم به‌شمار می‌آیند.
جاناتان رزنبام منتقد آمریکایی، فیلم خانه سیاه است را بزرگ‌ترین فیلم سینمای ایران نامیده‌است.

## روایت
فیلم روایت غم‌انگیزی از زندگی جذامیان در جذامخانه باباباغی در شمال غربی تبریز است.

## نسخه دیگر
ناصر صفاریان که در تحقیقات گسترده و انجام گفتگوهای مفصل با صاحب‌نظران و کارشناسان برای ساخت یک سه‌گانه دربارهٔ فروغ فرخ‌زاد ساعت‌ها مصاحبهٔ تصویری در اختیار داشت به‌طور اتفاقی نسخهٔ دیگری از «خانه سیاه است» پیدا کرد و تصمیم گرفت با وجود انکار شدید ابراهیم گلستان (تهیه‌کنندهٔ فیلم) در نسخهٔ دیگری از فیلم (که ۹ قطعهٔ اضافه و یک قطعهٔ متفاوت داشت) هردو نسخه را به اضافهٔ گفتگوهایی دربارهٔ فیلم به یک شبکهٔ ویدئویی ارائه کند تا امکان مقایسه بین هردو نسخه وجود داشته باشد. این نسخه در ۱۳۸۱ و همزمان با چهلمین سال ساخت آن فیلم منتشر شد. این مستند رتبهٔ نوزدهم را از بین ۵۰ مستند برتر دنیا به انتخاب سایت «سایت اند سوند» بدست آورد.
- چند جمله از فیلم خانه سیاه است با تک گویی ابراهیم گلستان: «دنیا زشتی کم ندارد، زشتی‌های دنیا بیشتر بود، اگر آدمی بر آن‌ها دیده بسته بود. امّا آدمی چاره‌ساز است.»